# Công quốc Perugia
Công quốc Perugia (Latinh: Ducatus Perusianus) là một công quốc nằm trong phần lãnh thổ Ý của Đế quốc Đông La Mã. Chính quyền dân sự và quân sự của nó thuộc quyền quản lý của một công tước (dux) được sự bổ nhiệm và thuộc thẩm quyền ban đầu của Pháp quan thái thú Ý (554–584) và sau là Trấn khu Ravenna (584–751).

## Lịch sử
Thành phố chính của công quốc có cùng tên gọi là Perugia (Perusia), tọa lạc tại trung tâm của nó. Đó là một dải lãnh thổ nối liền Công quốc Pentapolis ở phía đông bắc với Công quốc Roma ở phía tây nam và chia đôi Công quốc Tuscia (khu vực tây bắc) và Spoleto (về phía đông nam), cả hai phần của Vương quốc Ý Lombard. Công quốc Perugia có ý nghĩa chiến lược to lớn cho Đông La Mã vì nó cung cấp thông tin liên lạc giữa Roma, thành phố của Giáo hoàng, và Ravenna, thủ đô của Trấn khu. Kể từ khi nó chia tách Công tước xứ Spoleto ra khỏi vị lãnh chúa danh nghĩa của mình, vị vua cầm quyền ở Pavia, thì cũng gây xáo trộn vương quốc Lombard, đó là một cái gai liên tục trước mắt Đông La Mã. Tầm quan trọng chiến lược này hàm ý rằng nhiều đạo quân của Lombard và Đông La Mã sẽ phải đi qua đây.
Thomas Noble, một sử gia người Mỹ, đã phỏng đoán rằng vào năm 739–740, khi Giáo hoàng Gregory III chịu đàm phán với Charles Martel, Công tước của người Frank để trợ giúp chống lại người Lombard, Giáo hoàng đã dự tính một nước cộng hòa độc lập cho "thần dân đặc biệt" của mình (peculiarem populum), hàm ý rằng cư dân của các công quốc Perugia và Roma vì nằm quá xa Ravenna hoặc thủ đô Constantinopolis của Đông La Mã, nên phải phụ thuộc vào Giáo hoàng về vấn đề quốc phòng và đối ngoại của họ. Hildeprand, người thừa kế ngai vàng và Peredeo, Công tước xứ Vincenza cùng hợp quân tiến công Ravenna, có thể xảy ra vào năm 737–740.
Theo nhà sử học đương thời người Lombard là Paulus Diaconus, sự việc này xảy ra trước khi "những người La Mã, lên mặt với niềm tự hào quen thuộc của họ, tập hợp mọi phe phái dưới sự lãnh đạo của Agatho, Công tước của người Perugia và tiến đánh Bononia (Bologna), nơi đóng quân của Walcari, Peredeo và Rotcari nhưng về sau họ tấn công ồ ạt người La Mã, chém giết tơi bời hàng ngũ quân thù và buộc những kẻ còn lại phải tháo chạy tán loạn." Theo các nhà sử học hiện đại Georg Waitz, Jan Hallenbeck và Paolo Delogu thì sự việc này đã diễn ra trước cuộc chinh phục phù du thành Ravenna. Việc giải thích phổ biến nhất là Agatho đã cố gắng để lấy lại Bologna, vốn là một phần trong công quốc của ông cho đến khi nó bị Liutprand chinh phục vào khoảng năm 727–730, và làm như vậy đã phá vỡ hòa ước giữa Đông La Mã và người Lombard, do đó đã dẫn đến cuộc tấn công vào Ravenna.
Năm 749, vua Lombard là Rachis đã mang quân xâm lược các công quốc Perugia và Pentapolis, vây hãm thủ đô cũ của hai công quốc này. Giáo hoàng Zachary đích thân tới gặp nhà vua tại Perugia và thuyết phục ông chấm dứt vây hãm và thoái vị vào một tu viện. Người ta cho rằng Rachis đã buộc phải tấn công lãnh thổ Ý thuộc Đông La Mã bởi một phần do tinh thần dân tộc Lombard, hoặc ngược lại rằng ông đã tấn công cũng do Zachary đã phá vỡ các điều khoản trong Hòa ước Terni của tiên vương, một thỏa thuận đình chiến kéo dài hai mươi năm. Dù trong trường hợp nào đi nữa thì "cả nước Ý đều im lặng" giữa việc lên ngôi của Rachis vào năm 745 và cuộc tấn công của ông vào Perugia năm 749, theo người viết tiểu sử của Zachary trong Liber Pontificalis.
Với sự sụp đổ của Trấn khu và sự kiện người Lombard chiếm Ravenna vào năm 751, công quốc Perugia còn lại nằm dưới quyền hạn trên thực tế của Giáo hoàng vào năm 752. Trong một đoạn văn của Ludovicianum có niên đại không sớm hơn năm 774, các thành phố của công quốc La Mã được liệt kê từ Bắc vào Nam, với các thành phố của công quốc Perugia được người La Mã thêm vào lãnh địa Toscana của mình, cho biết đến thời điểm người Frank chinh phục vương quốc Lombard, Perugia đã bị sáp nhập vào công quốc Roma dưới sự cai trị của Giáo hoàng. Trong thực tế, công quốc Perugia chỉ đóng vai trò như một đơn vị chính trị khác biệt không thể có trên bản đồ muộn hơn những năm 740.